# Ибрагимов, Адиль Абукаевич
Ади́ль Абука́евич Ибраги́мов (род. 23 апреля 1989, Махачкала, СССР) — российский футболист, защитник.

## Карьера
Кумыкского происхождения. Начал заниматься футболом в родной Махачкале под руководством Семёна Валявского. Затем переехал в Москву и поступил в футбольную школу «Торпедо». Через год перешёл в школу ЦСКА под руководством В. А. Кобзаря В 2007 году окончил её, был признан лучшим защитником выпуска, но команде не подошёл. Находился на просмотре в московском «Динамо», но и этому клубу не подошёл, после чего подписал контракт с подмосковным клубом «Химки».
Впервые вышел на поле в основном составе «Химок» 6 августа 2008 года в матче 1/16 Кубка России по футболу против ростовского СКА.
Дебютировал в чемпионате России 13 июня 2009 года в матче «Спартак» — «Химки». В марте 2012 года перешёл в «Сконто». 2 июля 2013 года подписал контракт с клубом азербайджанской Премьер-Лиги «Сумгаит». С лета 2016 — игрок — игрок низших лиг Германии.

## Личная жизнь
Отец — Абукай Джамалудинович Ибрагимов — проректор по развитию и инновационной деятельности Дагестанского государственного педагогического университета. Мать — Моллаева Айна, топ-менеджер ООО «Столица» гор. Москва. Внук заслуженного медицинского работника СССР, заслуженного донора СССР, кавалера ордена Трудового Красного знамени (1974) Молаевой Патив Абдуллаевны (род. 1937). Родственники Адиля Ибрагимова — участник Великой Отечественной войны (1941—1945), полный кавалер орденов Славы, освободитель Чехословакии от фашизма, почетный гражданин города Праги Акавов Аджак Абдулмажидович (1925—2012); заслуженный художник Дагестана, заслуженный художник РСФСР Юсуп Ахмедаджиевич Моллаев (1899—1964). Троюродный брат Эльдар Мамаев также профессиональный футболист.
В июне 2015 года у Ибрагимова родился ребёнок, который тяжело заболел. В октябре 2015 года коллектив ПФК ЦСКА, спортивное издание «Чемпионат» и ДЮСШ «армейцев» провели сбор средств для лечения ребёнка.

## Достижения
- Обладатель Кубка Латвии: 2011/12[11]